# Chicago Butter and Egg Board
La Chicago Butter and Egg Board (littéralement « Bourse du beurre et des œufs »), fondée en 1898, était une spin-off de la Chicago Board of Trade (CBOT). En 1919, elle fut restructurée et devint la Chicago Mercantile Exchange (CME).
À l'origine, la Chicago Butter and Egg Board traitait exclusivement des contrats concernant le beurre et les œufs. Après une vingtaine d'années, elle devint la Chicago Mercantile Exchange qui aujourd'hui traite contrats à terme et options de plus de 50 produits, allant de la poitrine de porc à l'eurodollar en passant par les indices boursiers.